# Arcossólio

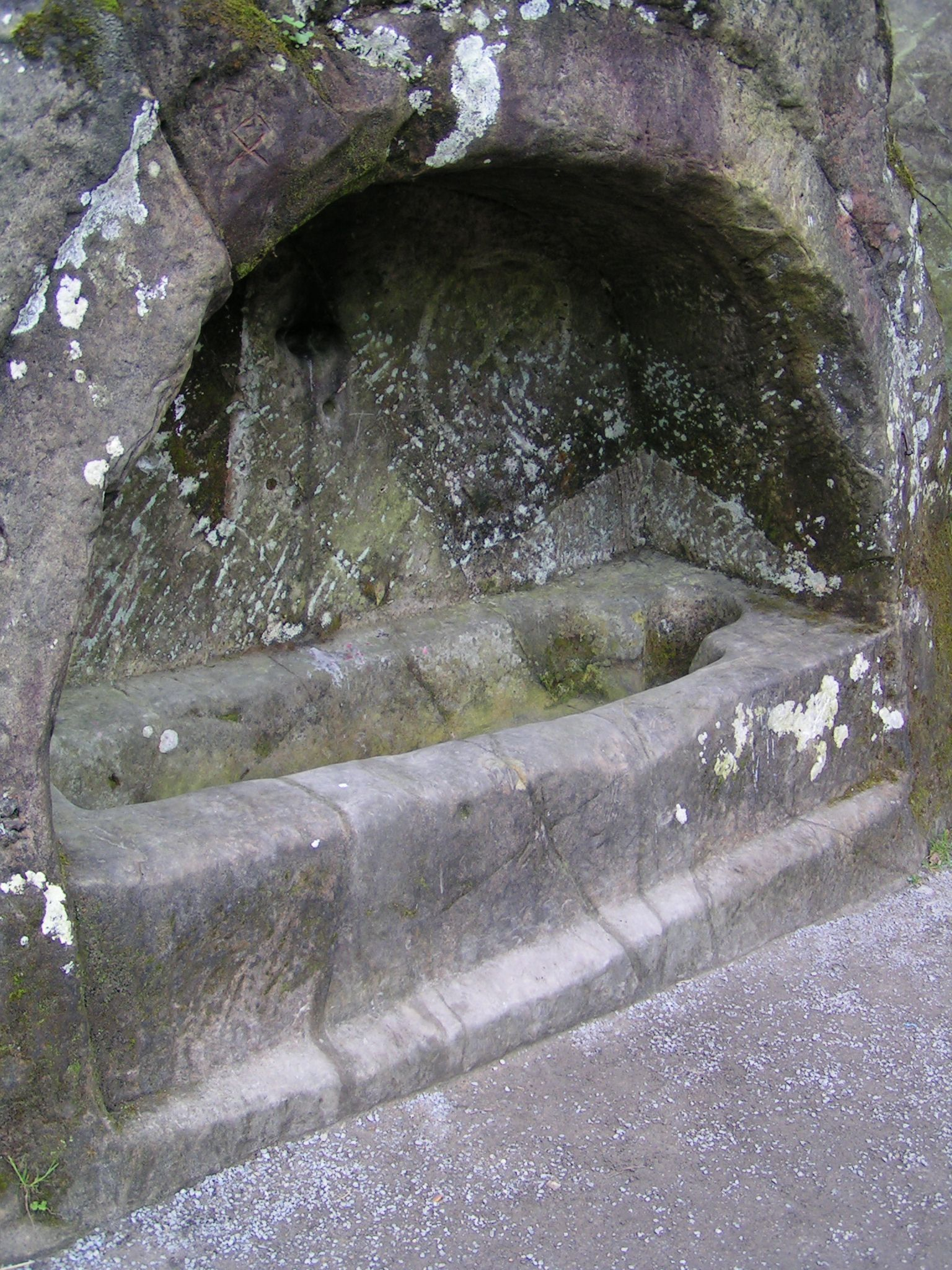
Arcossólio na Renânia do Norte-Vestfália, Alemanha.

Arcossólio (do latim arcus, "arco", e solium, "sarcófago") é um termo arquitectónico aplicado ao nicho em arco (área recuada da parede) onde se insere um túmulo, numa catacumba cristã. Arcossólios são comuns durante o período paleocristão.